# Nidda (flod)
Nidda er en flod i Hessen i Tyskland. Nidda er en af Mains sidefloder fra højre. Floden har sit udspring i Vogelsberg. Ved Frankfurt-Höchst munder floden ud i Main. Nidda har en længde på 98 km.
Niddas sidefloder er Eichelbach og Nidder fra venstre samt Horloff, Wetter, Erlenbach, Eschbach, Kalbach, Urselbach, Steinbach og Sulzbach fra højre.
50°31′55″N 9°14′03″Ø / 50.531975°N 9.234114°Ø